# اندیس آفین SE
آفین SE یک اندیس فلزی است که در حوالی شهر سر چاه استان خراسان قرار دارد و مادهٔ معدنی موجود در آن، منیزیت است.  